# Lea Deutsch
Lea Deutsch   (Zagreb, 18 de març de 1927 - Auschwitz, maig 1943) va ser una actriu infantil jueva iugoslava que va morir durant l'Holocaust.

## Joventut
Lea Dragica Deutsch va néixer a Zagreb de pares jueus croats, Stjepan i Ivka Deutsch. El seu cognom en aquell moment també s'escrivia Dajč. El seu pare era advocat i la seva mare era una mestressa de la llar, que es dedicava activament als escacs. També tenia un germà, Saša. La família Deutsch vivia a Zagreb al carrer Gundulićeva 39, en una casa de tres plantes. Deutsch va començar a actuar al Teatre Nacional Croata de Zagreb als cinc anys, interpretant petits papers en produccions professionals de Molière i Shakespeare. El seu mentor i professor de dansa va ser Rod Riffler, professor de dansa moderna i coreògraf de Zagreb. La gent estava encantada per ella i es pensava que era un talent excepcional, la «Shirley Temple croata». Fins i tot la famosa firma parisenca Pathé va sentir parlar de Deutsch i va arribar a Zagreb per filmar un petit documental sobre ella. Ràpidament es va convertir en una popular actriu infantil.
El 1941, l'Estat Independent de Croàcia va iniciar la implementació de lleis racials que impedien a Deutsch actuar. Immediatament després de l'establiment del NDH, se li va prohibir accedir al teatre on actuava i una mica més tard de l'escola on assistia. La companya d'escola de Deutsch, Relja Bašić, recorda: «Seia immòbil en un banc, enfront del teatre, amb un petit abric de trencall amb una estrella groga de David a les mànigues, mirant durant hores l'edifici on antigament era estrella i ara ni tan sols podia entrar a l'edifici».

## Arrest, deportació i mort
En un intent de salvar la seva família, el pare de Deutsch va convertir la seva família al catolicisme el juny de 1941. El 5 de maig de 1943, Heinrich Himmler va visitar Zagreb. Durant la seva visita, va pressionar el líder de l'Estat Independent de Croàcia, Ante Pavelić, perquè adoptés la «Solució Final» al seu territori. Durant els dies següents, funcionaris croats i alemanys van començar a detenir els caps de la comunitat jueva de Zagreb i els jueus restants als quals se'ls havia permès quedar-se a la ciutat fins aquell moment.
Membres del teatre nacional van intervenir per intentar ajudar a Deutsch i la seva família. Els actors Tito Strozzi, Vika Podgorska i Hinko Nučić, i l'assistent del teatre Dušan Žanko (ell mateix membre de l'Ustaše) van intentar salvar la vida de Deutsch. Molta gent va organitzar un viatge de fugida cap a Karlovac per a la família Deutsch, on se suposava que havien de reunir-se amb els partisans, però van haver de tornar a Zagreb perquè no van poder trobar la seva «connexió». Els intents de transportar la família Deutsch al Mandat Britànic de Palestina també van fracassar.
Al pis inferior de casa seva, la família Deutsch tenia en aquell moment un inquilí, un jove d'Herzegovina, que de tant en tant portava l'uniforme de l'Ustaše. En paraules de l'amic de Deutsch, Nika Grgić, aquest jove es va oferir a casar-se falsament amb Lea per intentar salvar-la de la deportació, però això no es va fer per motius desconeguts. Més tard es va descobrir que la mare de Deutsch no volia consentir el casament, perquè Lea era encara menor d'edat en aquell moment.
El maig de 1943, Deutsch, la seva mare i el seu germà van ser deportats a Auschwitz pels nazis. Dels 75 presos durant el viatge de sis dies al vagó de bestiar, sense menjar ni beure, 25 no van sobreviure. Lea Deutsch es trobava entre ells, amb el cor afeblit per la diftèria a la seva infància. La seva mare i el seu germà van ser assassinats a Auschwitz. El seu pare, Stjepan, va assolir salvar-se, amagant-se com un pacient que patia tracoma ocular infecciós a la sala d'un oftalmòleg, el Dr. Vilko Panac, a l'Hospital Clínic de les Germanes de la Caritat de Zagreb. Stjepan Deutsch va sobreviure a l'Holocaust i va viure fins al 1959. Va ser enterrat a la part jueva del cementiri de Mirogoj, amb la fotografia de Lea a la seva làpida.

## Llegat
El 2003, una escola elemental jueva Lauder de Zagreb va rebre el seu nom.
El 2011, el director croat Branko Ivanda va fer la pel·lícula Lea i Darija, sobre Deutsch.